# Избул
Избул е село в Североизточна България, област Шумен, община Нови пазар. Старото му име е Теке Козлуджа. Наречено е на името на кавхан Исбул държавник и пълководец с изключителни заслуги в развитието на държавата по време на хановете Маламир (831-836) и Пресиан (836-852).

## География
Намира се в северната част на Плисковското поле, непосредствено до най-южните части на Лудогорието, на 25 км северно от Шумен, на 8 км от Плиска, на 12 км от Нови пазар и 80 км от Варна.
Заема площ от около 1 кв. км. На север от селото са горските масиви Бешбунар, Чифлишката гора, Сърта томбаджика, които са част от платото Самуиловско възвишение. На юг, изток и запад землището на селото е равнинно.
Тук е намерен мраморени триумфален надпис, увековечаващ победите над Византия. Колоната има надпис: „+ Крепост Вукелон.” и е служила за паметник на победата над крепостта Вукелон, която днес се намира в село Маточина, община Свиленград, област Хасково. Липсва първият ред от надписа. Колоната се намира в Шуменския исторически музей.

## Население
Численост на населението според преброяванията през годините:
| \| Година на преброяване \| Численост \| \| --------------------- \| --------- \| \| 1934 \| 938 \| \| 1946 \| 926 \| \| 1956 \| 898 \| \| 1965 \| 851 \| \| 1975 \| 698 \| \| 1985 \| 614 \| \| 1992 \| 376 \| \| 2001 \| 368 \| \| 2011 \| 269 \| \| 2021 \| 255 \| |           |
| Година на преброяване | Численост |
| 1934 | 938       |
| 1946 | 926       |
| 1956 | 898       |
| 1965 | 851       |
| 1975 | 698       |
| 1985 | 614       |
| 1992 | 376       |
| 2001 | 368       |
| 2011 | 269       |
| 2021 | 255       |

### Етнически състав

#### Преброяване на населението през 2011 г.
Численост и дял на етническите групи според преброяването на населението през 2011 г.:
|                     | Численост | Дял (в %) |
| Общо                | 269       | 100.00    |
| Българи             | 37        | 13.75     |
| Турци               | 202       | 75.09     |
| Цигани              | –         | –         |
| Други               | –         | –         |
| Не се самоопределят | –         | –         |
| Неотговорили        | 30        | 11.15     |

## Редовни събития
Селският събор е на 2 август – Илинден.